# گمینا بیسکوپیتس (شهرستان نووه میاستو)
گمینا بیسکوپیتس (شهرستان نووه میاستو) (به لهستانی:  Gmina Biskupiec) یک گمینا در لهستان است که در شهرستان نووه میاستو واقع شده‌است. گمینا بیسکوپیتس ۲۴۱٫۲۵ کیلومتر مربع مساحت و ۹٬۶۴۱ نفر جمعیت دارد.